# BLK Slavia Praha
BLK Slavia Praha (celým názvem: Basketbalový ladies klub Slavia Praha) byl český ženský basketbalový klub, který sídlil v pražských Vršovicích. Klubové barvy byly červená a bílá. Od sezóny 2011/12 působil v české nejvyšší basketbalové soutěži žen, známé pod názvem Ženská basketbalová liga.
Staré slávistické ženské družstvo bylo dříve součástí BK Slavia Praha, zúčastnilo se také několika ročníků československé nejvyšší soutěže žen. Zaniklo v průběhu devadesátých let dvacátého století. Novodobá historie ženské Slavie se píše od roku 2009, kdy byla založena pod názvem BLK VŠE Praha. V roce 2013 se klub přejmenoval na Slavii Praha. Největším novodobým úspěchem ženského družstva je zisk bronzové medaile v Českém poháru žen v sezóně 2016/17.
Své domácí zápasy odehrává v hale SA Rokytka v ulici Hloubětínská č.p. 1156 s kapacitou 350 diváků.
Po konci sezóny 2023/24 bylo oznámeno, že se klub z finančních důvodů do ŽBL pro další sezónu nepřihlásí.

## Historické názvy
Stará Slavia
Zdroj:
- 19?? – SK Slavia (Sportovní klub Slavia)
- 1948 – Sokol Slavia Praha
- 1949 – ZSJ Dynamo Slavia Praha (Základní sportovní jednota Dynamo Slavia Praha)
- 1953 – DSO Dynamo Praha (Dobrovolná sportovní organizace Dynamo Praha)
- 1954 – TJ Dynamo Praha (Tělovýchovná jednota Dynamo Praha)
- 1965 – TJ Slavia Praha (Tělovýchovná jednota Slavia Praha)
- 1977 – TJ Slavia IPS Praha (Tělovýchovná jednota Slavia Inženýrské průmyslové stavby Praha)
- 1991 – BK Slavia Praha (Basketbalový klub Slavia Praha)

Novodobá Slavia
Zdroj:
- 2009 – BLK VŠE Praha (Basketbalový ladies klub Vysoké školy ekonomické Praha)
- 2013 – BLK Slavia Praha (Basketbalový ladies klub Slavia Praha)

## Soupiska sezóny 2022/2023
| Číslo | Stát       | Hráčka                           | Ročník | Výška  |
| ----- | ---------- | -------------------------------- | ------ | ------ |
| 1     | Česko      | Mariana Přibylová                | 2005   | 169 cm |
| 5     | USA        | Makeda Estreanna Clarke-Nicholas | 1996   | 185 cm |
| 7     | Česko      | Natálie Lukačková                | 2002   | 181 cm |
| 10    | Česko      | Veronika Aulichová               | 1997   | 170 cm |
| 11    | Česko      | Kateřina Suchanová               | 1989   | 180 cm |
| 12    | Česko      | Štěpánka Ježková                 | 2001   | 180 cm |
| 14    | Česko      | Eliška Mircová                   | 1996   | 176 cm |
| 15    | Česko      | Petra Čípková                    | 1993   | 184 cm |
| 17    | Slovensko  | Sofia Biliková                   | 1999   | 179 cm |
| 23    | Česko      | Kateřina Rokošová                | 1997   | 193 cm |
| 33    | Česko      | Kristýna Helebrantová            | 2002   | 175 cm |
| 57    | USA        | Brandi Shavon Beasley            | 1997   | 168 cm |
|       | Česko      | Tereza Zítková                   | 1998   | 175 cm |
|       | Chorvatsko | Josipa Pavič                     | 1999   | 189 cm |
|       | Itálie     | Camilla Angelini                 | 2001   | 187 cm |

- Trenér: Dušan Medvecký

## Umístění v jednotlivých sezonách

### Stará Slavia
Zdroj:
Legenda: ZČ - základní část, červené podbarvení - sestup, zelené podbarvení - postup, fialové podbarvení - reorganizace, změna skupiny či soutěže
| Československo (1952 – 1959) |                         |           |                 |           |          |
| Sezóna                       | Název v ročníku         | Úroveň    | Soutěž          | ZČ        | Play-off |
| 1952                         | ZSJ Dynamo Slavia Praha | 1. úroveň | Mistrovství ČSR | 4. místo  |          |
| 1953                         | DSO Dynamo Praha        | 1. úroveň | Mistrovství ČSR | 4. místo  |          |
| ...                          |                         |           |                 |           |          |
| 1956/57                      | TJ Dynamo Praha         | 1. úroveň | 1. liga         | 11. místo | Sestup   |
| ...                          |                         |           |                 |           |          |
| 1958/59                      | TJ Dynamo Praha         | 1. úroveň | 1. liga         | 12. místo | Sestup   |

### Novodobá Slavia (od roku 2009)
Zdroj:
Legenda: ZČ - základní část, červené podbarvení - sestup, zelené podbarvení - postup, fialové podbarvení - reorganizace, změna skupiny či soutěže
| Česko (2010 – ) |                  |           |         |           |               |
| Sezóna          | Název v ročníku  | Úroveň    | Soutěž  | ZČ        | Play-off      |
| 2010/11         | BLK VŠE Praha    | 2. úroveň | 1. liga | 2. místo  | Vítěz, postup |
| 2011/12         | BLK VŠE Praha    | 1. úroveň | ŽBL     | 10. místo |               |
| 2012/13         | BLK VŠE Praha    | 1. úroveň | ŽBL     | 7. místo  | Čtvrtfinále   |
| 2013/14         | BLK Slavia Praha | 1. úroveň | ŽBL     | 6. místo  | Čtvrtfinále   |
| 2014/15         | BLK Slavia Praha | 1. úroveň | ŽBL     | 7. místo  | Čtvrtfinále   |
| 2015/16         | BLK Slavia Praha | 1. úroveň | ŽBL     | 6. místo  | Čtvrtfinále   |
| 2016/17         | BLK Slavia Praha | 1. úroveň | ŽBL     | 5. místo  | Čtvrtfinále   |
| 2017/18         | BLK Slavia Praha | 1. úroveň | ŽBL     | 5. místo  | Čtvrtfinále   |
| 2018/19         | BLK Slavia Praha | 1. úroveň | ŽBL     | 7. místo  |               |
| 2019/20         | BLK Slavia Praha | 1. úroveň | ŽBL     |           |               |
| 2020/21         | BLK Slavia Praha | 1. úroveň | ŽBL     | 5. místo  |               |
| 2021/22         | BLK Slavia Praha | 1. úroveň | ŽBL     | 5. místo  |               |
| 2022/23         | BLK Slavia Praha | 1. úroveň | ŽBL     | 5. místo  |               |
| 2023/24         | BLK Slavia Praha | 1. úroveň | ŽBL     | 4. místo  |               |